# In Japan (album)
In Japan è un album dal vivo del gruppo musicale statunitense Mr. Big, pubblicato il 23 aprile 2002 dalla Atlantic Records.

## Tracce
1. Intro – 0:53
2. Lost in America – 4:20
3. Daddy, Brother, Lover, Little Boy – 3:48
4. Shine – 3:48
5. Price You Gotta Pay – 6:25
6. Superfantastic – 3:59
7. Alive and Kickin' – 5:25
8. Suffocation – 7:16
9. Static – 4:26
10. Dancin' with My Devils – 3:48
11. To Be with You – 3:38
12. Electrified – 4:50
13. Addicted to That Rush – 6:54
14. Blame It on My Youth – 6:00

## Formazione
- Eric Martin – voce
- Richie Kotzen – chitarre, cori
- Billy Sheehan – basso, cori
- Pat Torpey – batteria, cori